# Wilhelm Fränkel (Bauingenieur)

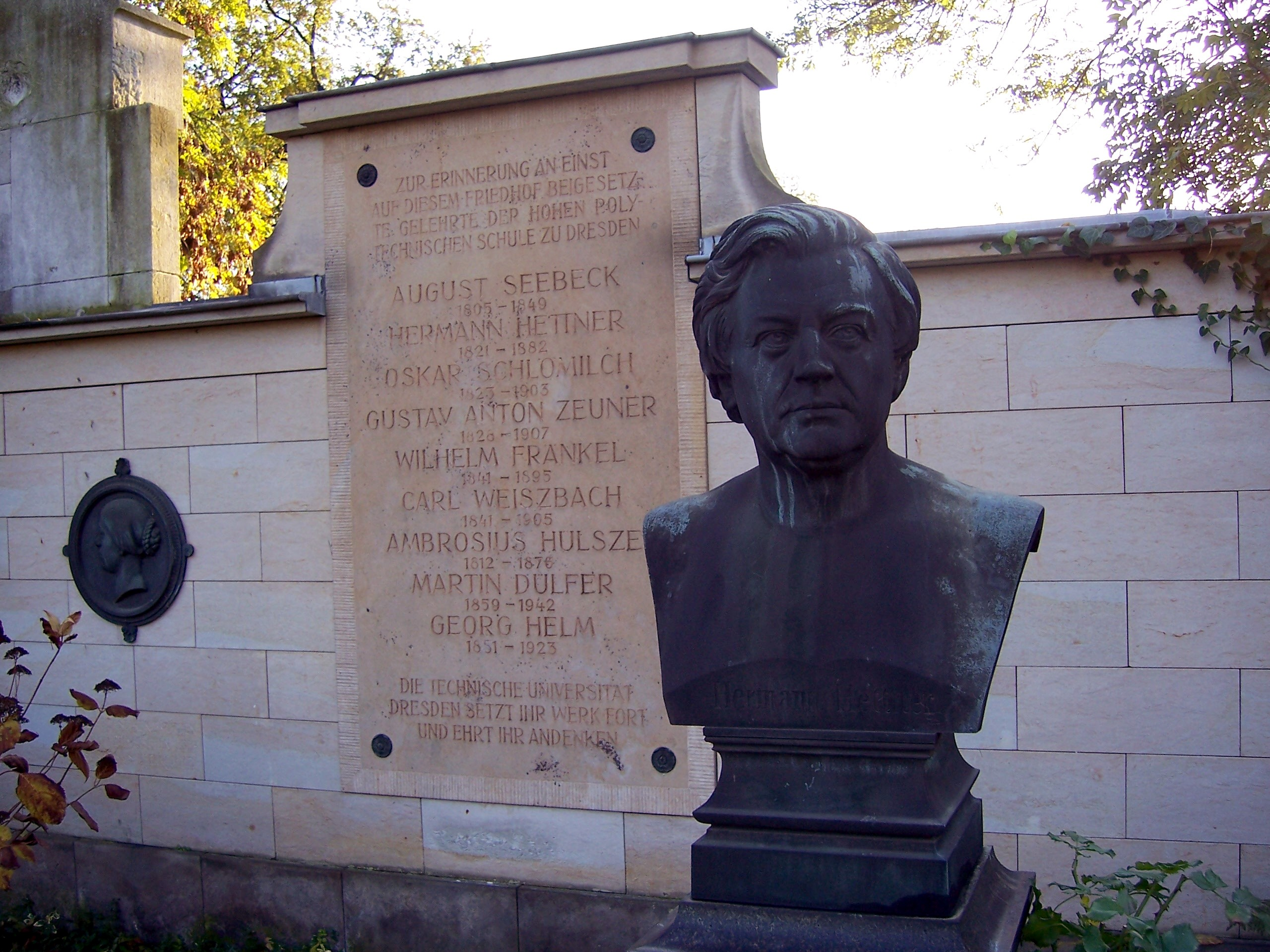
Gedenkstätte für Wilhelm Fränkel auf dem Alten Annenfriedhof in Dresden.

Wilhelm Fränkel (* 20. Dezember 1840jul. / 1. Januar 1841greg. in Odessa, Russisches Kaiserreich; † 13. April 1895 in Dresden) war ein deutscher Bauingenieur und Wissenschaftler.

## Leben
Fränkel war der Sohn des aus Österreich nach Odessa eingewanderten kaiserlich russischen Staatsrats Adolph Fränkel und von Anna Maria Emilia Mirer und ging in Odessa auf das Gymnasium. Nach dem Tod der Eltern war er von Oskar Schlömilch in Dresden adoptiert worden, dessen Nichte und Pflegetochter er später heiratete. Mit ihr hatte er zwei Töchter. 1857 begann er ein Studium des Bauwesens an der Polytechnischen Schule Dresden, wo er Mitglied des Corps Marcomannia wurde. Ab 1862 war er Ingenieur-Assistent der Sächsischen Staatsbahn, ab 1865 Assistent (bei Johann Andreas Schubert) und später Lehrbeauftragter an der Polytechnischen Schule Dresden. 1867 wurde er an der Universität Jena promoviert, Thema der Dissertation war „Über die Einwirkung rollender Lasten auf nicht versteifte Hängebrücken“.
Die Habilitation an der Polytechnischen Schule Dresden erfolgte 1868. Von 1868 bis 1894 war Fränkel Professor für Brückenbau und Statik der Baukonstruktion an der Polytechnischen Schule Dresden, die ab 1871 zunächst als Polytechnikum und ab 1890 als TH Dresden firmierte. Wilhelm Fränkel verstarb im Alter von 54 Jahren am 13. April 1895 in Dresden und wurde auf dem Alten Annenfriedhof beerdigt. Sein Grab wurde 1945 zerstört, heute wird seiner an der Gedenkstätte für Professoren der TU Dresden gedacht.
Gleichzeitig mit Christian Otto Mohr und Emil Winkler befasste er sich 1867 mit der Theorie der Einflusslinien. Angeregt durch Winklers Theorie der Stützlinie in Mauerwerksbögen fand er das Prinzip von Menabrea und begründete damit Winklers Satz (1882). Für das Handbuch der Ingenieurwissenschaften von Schäffer und Sonne verfasste er den Abschnitt Drehscheiben und Schiebebühnen (1882).
Er erfand einen nach ihm benannten Dehnungsmesser, den er bei Eisenbrücken einsetzte. Später erfand er noch Neigungs- und Schwingungsmesser. Seine Messgeräte (Durchbiegungs- und Drehungszeichner) wurden viel in der Praxis bei Tests für Brückenabnahmen verwendet.
Im Jahr 1891 wurde er zum Mitglied der Leopoldina gewählt.